# Fără Lacrimi
Fără Lacrimi es el segundo álbum de estudio en inglés del trío rumano Akcent. El álbum cuenta con éxitos internacionales That's My Name, Stay Wiht Me, Lovers Cry, Tears. Fue lanzado el 2 de febrero de 2009 por Roton. Debido al éxito de That's My Name, la canción fue lanzada en los Estados Unidos a través de Ultra Records.

## Lista de canciones
| N.º | Título                                                 | Escritor(es)                          | Duración |  |
| 1.  | «Stay With Me»                                         | Adrian Sana, Edward Maya, Marius Moga | 4:06     |  |
| 2.  | «That's My Name»                                       | Lavinia Sima                          | 5:40     |  |
| 3.  | «Delight»                                              | Edward Maya                           | 3:41     |  |
| 4.  | «Lacrimi» (Featuring Alexa)                            | Adrian Sana, Edward Maya              | 3:41     |  |
| 5.  | «Umbrela Ta»                                           | Adrian Sana, Lazăr Cercel             | 3:38     |  |
| 6.  | «True Believers»                                       | Lavinia Sima                          | 3:23     |  |
| 7.  | «Runaway»                                              | Lavinia Sima                          | 3:36     |  |
| 8.  | «Vreau Sa Fiu Cu Tine Pana In Zori»                    | Adrian Sana                           | 3:10     |  |
| 9.  | «Lovers Cry»                                           | Edward Maya                           | 4:08     |  |
| 10. | «Next To Me»                                           | Marius Nedelcu                        | 3:32     |  |
| 11. | «O Noapte Si O Zi»                                     | Adrian Sana, Edward Maya              | 3:35     |  |
| 12. | «I Turn Around The World»                              | Marius Nedelcu                        | 4:14     |  |
| 13. | «Stay With Me (Edward Maya Club Remix)» (Edward Maya)  | Edward Maya, Adrian Sana, Marius Moga | 7:21     |  |
| 14. | «Stay With Me (Edward Maya Vibre Remix)» (Edward Maya) | Edward Maya, Adrian Sana, Marius Moga | 5:36     |  |